# (26979) 1997 UR9
1997 يو أر 9 (ويعرف أيضًا باسم (26979) 1997 يو أر 9 وفق تسمية الكوكب الصغير) (بالإنجليزية: 1997 UR9)‏ هو كويكب ضمن حزام الكويكبات؛ وترتيبه 26979 من حيث الاكتشاف.
اكتُشف هذا الجُرم الفلكي بواسطة Pierre Antonini ‏ في 29 أكتوبر 1997.

## وصلات خارجية
- (26979) 1997 UR9 في قاعدة بيانات مختبر الدفع النفاث لأجرام النظام الشمسي الصغيرة

- الاكتشاف · مخطط المدار ·  العناصر المدارية · المعلمات المادية

- (26979) 1997 UR9 على موقع ويكي سكاي: DSS2, SDSS, GALEX, IRAS, Hydrogen α, X-Ray, Astrophoto, Sky Map, Articles and images